# Estes Kefauver
Carey Estes Kefauver, né le 26 juillet 1903 à Madisonville dans le Tennessee,  et mort le 10 août 1963, est un homme politique américain.

## Biographie
Après des études juridiques à la faculté de droit de Yale où il a obtenu un baccalauréat en droit avec distinction en 1927, il devient un avocat réputé.
Il se marie ; le couple a quatre enfants, dont l'un est adopté.
Membre du Parti démocrate, Estes Kefauver est membre de la Chambre des représentants de 1939 à 1949, puis sénateur du Tennessee de 1949 jusqu'à son décès en 1963.
En 1950, il préside une commission sénatoriale sur le crime organisé, qui entend notamment Frank Costello et Joe Adonis. 
Lors de l'élection présidentielle de 1952, il est candidat à la primaire démocrate mais est battu par Adlai Stevenson ;  ce dernier échoue face au candidat républicain Dwight D. Eisenhower. Quatre ans plus tard, il est retenu sur le ticket démocrate pour le poste de vice-président aux côtés de Stevenson, mais ils sont battus par le président sortant.
Il a notamment été membre du Comité anti-trust du Sénat de 1957 à 1963.
Le journaliste Charles Fontenay a écrit sa biographie.

## Dans la culture populaire
Wallace Langham l'incarne dans le film The Alto Knights de Barry Levinson prévu pour 2025.